# ゴッドマジンガー
『ゴッドマジンガー』は、1984年4月15日から同年9月30日まで日本テレビ系列で全23話が放送された、東京ムービー新社製作のロボットアニメ、およびアニメを原案とした漫画、小説。原作は永井豪。

## 概要
「マジンガーシリーズ」の外伝的作品。古代ムー大陸を舞台とし、従来の『マジンガー』作品との関連性はなく独立した作品。制作会社と放送局もこれまでの東映動画とフジテレビから、東京ムービー新社と日本テレビと変更され、『六神合体ゴッドマーズ』と『キャッツ・アイ』のスタッフが中心となって制作した。
『ゴッドマジンガー』というタイトルは『マジンガーZ』『グレートマジンガー』の続編として後番組の企画時にも使用されていた物である。後に発表された小説『スーパーロボット大戦』ではマジンカイザーに似通った姿で登場している。
本作は永井側の都合で製作が間に合わず、急遽トムス側がオリジナルストーリーとして製作し、永井自身はほとんど製作に関わっていない。『大魔神』を意識した作品になっており、ムー大陸を舞台に民衆を苦しめる悪党を現在からタイムリープしてやってきた火野ヤマトが搭乗するマジンガーが退治するという物語となっている。
当初は24話構成での放送だったが、7月29日にロサンゼルスオリンピックの開会式が放送されることになり、第23話と第24話を再構成して1話分とし、全23話となった。なお、予定されていた第24話のタイトルは「海に消えたマジンガー」だった。

## ストーリー
20世紀末の現代、高校生の火野ヤマトは体育館で自分の名を呼ぶ巨大な「魔神」の幻影を見る。幻を振り払おうとするヤマトであったが、「魔神」とともに「見知らぬ女性」の声が聞こえたとき、ヤマトは声に歩み寄ってしまう。ヤマトが「魔神」によって運ばれた先は1万年前に地殻変動で海に沈んだはずのムー大陸であった。訳が判らないヤマトに対しムーの民たちは彼を「マジンガーが選んだ救世主」と持ち上げる。彼らムーの民の守護神こそ、彼を現代から過去に運んだゴッドマジンガーであった。そんな折、ムーの民と拮抗する勢力であるドラゴニアが襲来すると、再び「魔神」の声がヤマトを呼び寄せる。ヤマトがゴッドマジンガーと融合したとき、ゴッドマジンガーはドラゴニアの恐竜軍団を撃退するのであった。

## 登場人物

### ムー王国
火野 ヤマト
声 - 竹村拓
アイラの祈りを受けゴッドマジンガーによって20世紀末の現代から1万年前のムー大陸に召喚されたスポーツ万能の高校生。環境の変化と自身の能力に戸惑いながらも闘いの中で「ムーの戦士」として覚醒していく。ストーリーが進むにつれアイラ以外に読めるはずのない古代文字が読めるようになったり、過去視や未来視ができるようになるなどの超能力を身につけていく。
漫画版では最初から超能力を持つ。また、強い闘争心を持ちケンカに明け暮れ、「生まれる時代を間違えた」と公言して憚らない。
アイラ・ムー
声 - 榊原良子
ムーの女王。10代後半に見えるが、圧倒的なカリスマ性でムーの民を率いる。マジンガーに仕える「巫女」でもある。神が選んだ救世主であるヤマトを頼りにする中で次第に彼に惹かれていく。
ムラジ
声 - 藤本譲
アイラの父、ユーラ王の治世からムー王国の政戦両略を取り仕切る、宰相・兼参謀総長とも言える存在。「老師」とも呼ばれる。その篤実な人柄で、上はアイラやヤマト、4剣士は勿論の事、下は庶民からも多数の支持と尊敬を得る。エルドがアイラに思慕の念を抱いている事を察し、父ドラドとの離間策の一環として拷問にかけられていたエルドを救出するが、その直後にエルドの裏切りに遭い絶命。彼の死はムーにとっての大きな損失となり、被った精神的な痛手は全ての王国の民を覆った。
ギロン
声 - 石丸博也
王国にその人ありと謳われた「ムーの4剣士」のリーダー格。沈着冷静な性格の持ち主で、剣技の見事さも勿論だが作戦立案の能力にも長けている。仲間のゾルバと共に石の加工技術も持っており、「光宿りしもの」の在り処を示すといわれる円盤の片割れのコピーを作った事もあるが結局本物でなければ意味が無く、計画は失敗に終わっている。
ゾルバ
声 - 堀内賢雄（次回予告も兼任）
「ムーの4剣士」のサブリーダーとも言える存在。身軽さを生かしたスピーディな戦法を得意とする。女王アイラへの忠誠心は激しいほどに強く、ヤマトがムーに現れた当初は彼の能力に疑念を抱き反目するが、やがて彼の能力を認め固い友情で結ばれる事になる。
デリヤ
声 - 郷里大輔
「ムーの4剣士」のメンバー。巨体と怪力の持ち主で大食漢、大酒呑み。豪放磊落な性格で仲間のノローと共にムードメイカー的な存在である。酒癖が悪いのが玉に瑕。
ノロー
声 - 古田信幸
「ムーの4剣士」のメンバー。太めの容姿で動作も性格ものんびりしているが、剣技の冴えは他のメンバー達に決して引けを取らない。食べ物と食べる事に対する執着は人一倍。その執着具合は、誤って落としたおやつの骨付き肉を肉食魚が泳ぎ回る地底湖に飛び込んで取りに行こうとしたほど。「光宿りしもの」の在り処を示す円盤のもう一つの片割れをムーの神殿の壁の中から発見するが、その直後にドラゴニアの襲撃に遭い、瓦礫の下敷きとなって非業の最期を遂げる。本編に於いては4剣士唯一の犠牲者となった。
マドマ
声 - 原えりこ
アイラの傍近くに仕え身の回りの世話をする少女。ヤマトに少女らしい憧れを抱く。毎回冒頭で前回のあらすじを説明している。

### ドラゴニア王国
ドラド
声 - 加藤治
ドラゴニア国王。黄金の仮面を着けているところから「黄金王」とも呼ばれる。寿命がすでに尽きかけており、ムーの秘宝である「光宿りしもの」を狙う。その素顔は、漫画版の黄金の仮面と同じ姿であった。
エルド
声 - 速水奨
黄金王・ドラドの息子で、ドラゴニアの王子。ドラドに順じ「黄金王子」とも呼ばれる。父を追い落とし自らが「光宿りしもの」の力をもってドラゴニアを、ひいては全世界を我が物にせんとの野心を抱く。ふとした偶然で出会ったアイラに惹かれ、彼女がムーの女王である事を知ってからは野心の手始めに彼女を娶る事でムーとドラゴニアを自らの掌中に収める事を策する。剣の技量はドラゴニアに並ぶ者の無いほどであったが、初めてヤマトと直接戦った時に手傷を負わされた事で彼への敵愾心が芽生える。身内のライヴァルたちと父・ドラドの死を経て王国の全権を掌握、腹心である魔導師ヨミトの設計・開発による巨大ロボット兵器・ライガーを自ら駆り、ヤマトを一度は倒す。その後ドラゴニアの全軍を率いムーを事実上の占領下に置き、意中のアイラとの婚儀…と彼の野望が成就したかに見えたその時、マジンガーの力によって甦り、「光宿りしもの」の真の力によってマジンガーと一体化し神となったヤマトとの対決に敗れ、その生命を散らす。
ヨナメ
声 - 滝沢久美子
ドラゴニアの諜報部門を担当する美しきくノ一、"シャーマン部隊"の隊長。妖術を駆使し敵を幻惑し倒す技を得意とする。また変身能力も持ち戦闘に於いてその力を遺憾無く発揮する。主君であるドラドに打算的な忠誠心を持ち、同僚である恐竜部隊隊長・ブラーの野心をドラドに密告する。
また王子エルドの野望を早くから察し、ドラドの権威をもって彼に対する牽制を行う。最期はムーとドラドとの戦いに於いて4剣士のリーダー・ギロンによって斬り捨てられる。
ブラー
声 - 広瀬正志
ドラゴニアの実戦部隊たる恐竜軍団を率いる武人。自ら恐竜に乗って戦う事もあり、部下達の畏敬の念を一身に集める。単純な力業だけの男ではなく戦術的なセンスも持っているが、戦略センスに於いては敵味方双方に於いて劣っている。主君たる王・ドラドが余命幾許も無い事を偶然に知った事でその胸に野心を膨らませるが、共闘を持ちかけたヨナメに裏切られ殺される。
シャーマン
声 - 滝沢ロコ、 原えりこ 他
ヨナメの配下。驚異的な体術や妖術を駆使するアマゾネスで、肌も露わな半裸の美女達だが亜人（非人間）であり、死亡すると赤い光に包まれて死体も残さず消滅してしまう。細剣や投げナイフ、伸びる爪や含み針などが武器。
顔立ちは皆同じだが、「ミツメ」など名を有する者もいる。ほぼ毎回、ヤマト達に串刺しや唐竹割りにされるなど、悲惨で無慈悲に倒されて行く（ゴッドマジンガーのパンチで、数人まとめてミンチにされる回もある）。

### その他
火野 カオル
声 - 高田由美
ヤマトの妹。ヤマトが特別な血液型のため、ヤマトが傷つき倒れたとき他の者の血液を輸血できず、ゴッドマジンガーが呼び寄せた。また、好奇心が強く、カメラを携帯し、ムー大陸を撮影する。また、同年代のマドマと仲がよい。役目を終えた後、現代に帰る。
カオル
漫画版に登場。ヤマトに好意を抱く幼馴染の少女。タイムリープした先で戦闘に巻き込まれた際にヤマトとはぐれた後、人食い原住民に襲われた所をエルドに命を救われるが、そのエルドに生体変革器にかけられて猫人間としてペットにされてしまう。なお、ヤマトはカオルとはぐれて以降、ハデスによってカオルに襲われる幻影を見せられた時以外、カオルを一度も顧みる事は無かった。小説版では長馴染みの同級生の薫として登場。
如月 さつき、早見 青児
漫画版のみに登場、ヤマトと共にムー大陸にタイムリープし現代の日本において謎の消失をした観光バスの取材をする雑誌記者、愛称は「ハニー」。

### 巨神・恐竜
ゴッドマジンガー
声 - 笹岡繁蔵
ムーの民はゴッド、ヤマトはマジンガーと呼ぶムーの守護神。通常は石像であるが、ムーの民が危機に陥ると実体化しヤマトと融合、ドラゴニアと戦う。単なる「ロボット」ではなく、魂を持っており「正しい心」を持つヤマトのみが「操縦」できる。真のゴッドマジンガーは石像ではなく石像は彼が宿っている器であり、石像が破壊されても実体化出来る。ヤマトがドラゴニアの巨大ロボット兵器・ライガーに倒され死亡したとき、自らの命をヤマトに与え、更に「光宿りしもの」の真の力によって文字通りヤマトと一体化した。物語後半、戦闘時には憤怒の表情を示し、全身がオレンジ色（金色?）に輝く戦闘モードとでも言うべき姿に変わるようになり、顔や腕、脚などにディテールが増える。また、ヤマトとのシンクロが強くなったのか、一体化せずとも動き出す事も可能になった。
恐竜
ドラゴニアが送り込む巨大生物。「恐竜工場」と呼ばれる施設から造られる者もいる。

## スタッフ
- 原作 - 永井豪（連載誌 - 『てれびくん』）
- 音楽 - 羽田健太郎
- キャラクターデザイン - 平山智
- 美術監督 - 須藤栄子、大野広司
- 撮影監督 - 高橋宏固
- 録音監督 - 伊達歩
- 音楽監督 - 鈴木清司
- シリーズ構成 - 小野田博之
- 制作担当 - 徳永元嘉
- プロデューサー - 初川則夫（日本テレビ）、加藤俊三（東京ムービー新社）
- 作画監督 - 本橋秀之
- 動画 - 中村プロダクション
- 仕上 - スタジオノエル、遊民社、スタジオロビン
- 特殊効果 - 徳田聡、本間道子
- 背景 - 早乙女プロダクション、スタジオ風雅
- 撮影 - 高橋プロダクション
- 録音技術 - 小野敦志
- 効果 - 横山正和
- 選曲 - 合田豊
- 編集 - 鶴渕允寿
- タイトル - 高具アトリエ
- 広報担当 - 吉武多恵子
- 色指定 - 池内道子
- 制作進行 - 野崎公明、南喜長、横溝隆久、斉藤俊哉、高橋伸治、松本真
- 録音 - 東北新社
- 現像 - 東京現像所
- 製作 - 東京ムービー新社

## 主題歌
オープニングテーマ - 『Dreamy My Love』
作詞 - 荒木とよひさ / 作曲・編曲 - 矢野立美 / 歌 - 須田翔子
エンディングテーマ - 『時間の誘惑』
作詞 - 荒木とよひさ / 作曲 - 伊藤正美 / 編曲 - 矢野立美 / 歌 - 遠藤晴美
この2曲を収録したEPレコードは、バップから発売された。後に両曲とも、CD化が実現している。　

## イメージソング
『もう一度Love Me』
作詞 - 荒木とよひさ / 作曲 - 伊藤正美 / 編曲 - 羽田健太郎 / 歌 - 遠藤晴美
『青い星くず-Blue Stardust-』
作詞 - 荒木とよひさ / 作曲 - 伊藤正美 / 編曲 - 羽田健太郎 / 歌 - 宮原巻由子
この2曲はLPレコード「ゴッドマジンガー・オリジナルサウンドトラック音楽篇」に収録された。

## 各話リスト
| 話数   | 放送日         | サブタイトル       | 脚本       | 演出       |
| ------ | -------------- | ------------------ | ---------- | ---------- |
| 第1話  | 1984年 4月15日 | 蘇りし伝説の巨神   | 辻真先     | 早川よしお |
| 第2話  | 4月22日        | 選ばれし者の定め   | 並木敏     | 遠藤徹哉   |
| 第3話  | 4月29日        | 光宿りしものの謎   | 大野木寛   | 井内秀治   |
| 第4話  | 5月6日         | マジンガーの秘密   | 大野木寛   | 坂野亀吉   |
| 第5話  | 5月13日        | エルド王子の奇襲   | 並木敏     | 井戸端徹   |
| 第6話  | 5月20日        | アイラを救え!      | 塚本裕美子 | 西森明良   |
| 第7話  | 5月27日        | 消えたマジンガー   | 星山博之   | 三河島五郎 |
| 第8話  | 6月3日         | 急げ! 戦士ヤマト   | 塚本裕美子 | 伊藤幸松   |
| 第9話  | 6月10日        | 恐竜工場発見!      | 塚本裕美子 | 坂野亀吉   |
| 第10話 | 6月17日        | 恐るべき秘密       | 星山博之   | 井内秀治   |
| 第11話 | 6月24日        | とらわれたアイラ   | 並木敬     | 師走十三男 |
| 第12話 | 7月1日         | 奪われた手がかり   | 星山博之   | 南敦       |
| 第13話 | 7月8日         | 危うしマジンガー   | 星山博之   | 三河島五郎 |
| 第14話 | 7月15日        | 光宿りしものの恐怖 | 塚本裕美子 | 伊藤幸松   |
| 第15話 | 7月22日        | さすらうムーの民   | 星山博之   | 西森明良   |
| 第16話 | 8月5日         | ムラジの最期       | 星山博之   | 坂野亀吉   |
| 第17話 | 8月12日        | エルドの秘密基地   | 星山博之   | 井内秀治   |
| 第18話 | 8月26日        | 驚異の海底空間     | 星山博之   | 三河島五郎 |
| 第19話 | 9月2日         | 決死の湖底探査     | 田口成光   | 坂野亀吉   |
| 第20話 | 9月9日         | ドラドの怒り       | 星山博之   | 井内秀治   |
| 第21話 | 9月16日        | ヤマト対ドラド!    | 田口成光   | 伊藤幸松   |
| 第22話 | 9月23日        | ヤマトが死んだ!?   | 星山博之   | 三河島五郎 |
| 第23話 | 9月30日        | ヤマト対エルド     | 田口成光   | 坂野亀吉   |

7月29日は『ロサンゼルスオリンピック』開会式中継のため、8月19日は第7回『24時間テレビ 「愛は地球を救う」』放送のため休止。

## 放送局
| 放送期間、または放送形態 | 放送時間           | 放送局         | 対象地域       | 備考   |
| ------------------------ | ------------------ | -------------- | -------------- | ------ |
| 1984年4月15日 - 9月30日  | 日曜 10:30 - 11:00 | 日本テレビ     | 関東広域圏     | 制作局 |
|                          |                    | 札幌テレビ     | 北海道         |        |
|                          |                    | ミヤギテレビ   | 宮城県         |        |
|                          |                    | 福島中央テレビ | 福島県         |        |
|                          |                    | テレビ新潟     | 新潟県         |        |
|                          |                    | 静岡第一テレビ | 静岡県         |        |
|                          |                    | 中京テレビ     | 中京広域圏     |        |
|                          |                    | よみうりテレビ | 近畿広域圏     |        |
|                          |                    | 日本海テレビ   | 鳥取県・島根県 |        |
|                          |                    | 広島テレビ     | 広島県         |        |
|                          |                    | 西日本放送     | 香川県・岡山県 |        |
|                          |                    | 福岡放送       | 福岡県         |        |
|                          |                    | 熊本県民テレビ | 熊本県         |        |
| 遅れネット               | 木曜 17:00 - 17:30 | 山形放送       | 山形県         |        |

## 漫画版
漫画版『ゴッドマジンガー』は、テレビシリーズと平行して1984年からてんとう虫コミックスにて全4巻描き下ろしで刊行された作品。キャラクターのデザイン及び名称はほぼそのままであるが、ムー王国、ドラゴニア帝国の住人は共に宇宙からの移住者であるというSF的な要素も含まれている。アニメでは「工場」で生産される「ロボット」であった恐竜軍団は、漫画ではドラゴニア帝国の技術で復元された本当の恐竜という設定になっており、それとは別に「禁忌の兵器」として巨大ロボットで構成されたメガロ軍団を所持している。
ゴッドマジンガーはヤマトの意思に反して敵を皆殺しにするなど荒ぶる神の如く描かれ、最終的にムー大陸を沈めてしまう。そうした中ヤマトは全宇宙の創造者と対面し、自分とアイラ・ムーそしてゴッドマジンガーの真の役割を知らされるなどアニメとはかけ離れた展開をみせる。「マジンガーが世界を滅ぼす」という設定は前述のペンディング企画のプロットであり、永井はそれを『マジン・サーガ』として後に発表、また後に小説『スーパーロボット大戦』にも流用されている。
1986年には加筆修正の上、角川書店のヤマト・コミックスから『魔神伝説』のタイトルで全3巻が出版、1998年には大都社より『ゴッドマジンガー』のタイトルに戻し全2巻で刊行。
『小学三年生』の1984年6月号から8月号では、かもはらなおきが連載していた。
本作と同じく永井豪による漫画『バイオレンスジャック』の関東地獄街編には、アイラ・ムーが役回りを変えて「アイラ武藤」の名で登場。大地震による文明崩壊を経て無法と化した地下世界で性暴力に翻弄されながら、それでも気丈に理性を保って生き抜く希少な人物として描かれている。

## 小説版
角川文庫から全10巻で刊行。アニメ版、漫画版とも異なるストーリーを展開する。
3人が各巻交互に執筆するといったスタイルを採っている。
- 永井泰宇（1,4,7,10巻）
- 団龍彦（2,5,8巻）
- 園田英樹（3,6,9巻）